# Amt Homburg am Main
Das (Ober-)Amt Homburg am Main war ein Amt des Hochstifts Würzburg.

## Funktion
In der Frühen Neuzeit waren Ämter eine Ebene zwischen den Gemeinden und der Landesherrschaft. Die Funktionen von Verwaltung und Rechtsprechung waren hier nicht getrennt. Dem Amt stand ein Amtmann vor, der von der Landesherrschaft eingesetzt wurde. Das Amt Homburg am Main wurde im 18. Jahrhundert als Oberamt bezeichnet. Dies war lediglich eine Bezeichnung; eine Überordnung über andere Ämter war damit nicht verbunden. Es war gleichzeitig Zentamt, also Hochgerichtsbezirk.

## Geschichte
Homburg am Main ist ältester Besitz von Würzburg. Burkard soll Homburg von Pippin als Geschenk erhalten haben. Im 8. Jahrhundert ging der Ort in den Besitz der Benediktinerabtei Neustadt am Main über. Im Jahr 800 erhielt Würzburg Bettingen und Wenkheim als Schenkung. 993 forderte Würzburg Homburg am Main wieder zurück. Otto III. entsprach dieser Forderung und Homburg wurde wieder würzburgisch. Als Ausgleich für die Bildung des Bistums Bamberg erhielt Würzburg 1017 Trennfeld. Im 11. und 12. Jahrhundert setzte sich Würzburg in einer Reihe von Orten der Cent Michelrieth durch: In Michelrieth, Rettersheim, Wettenburg, der Burg Neuenburg und Kreuzwertheim wurde Würzburg Besitzer. Bis auf Homburg und Trennfeld ging dieser Besitz aber wieder verloren.
Kern der würzburgischen Machtausübung war die Burg Hohenburg. Im Rahmen der Territorialisierung entstand um 1300 das Amt Homburg am Main. 1307 ist mit Cuno de Rebestock der erste Amtmann auf der Homburger Burg urkundlich bekannt. 1377 verpfändete Würzburg das Amt an die Grafen von Wertheim. 1485 löste Würzburg das Pfand ein. Das Amt war dann noch einmal 1554 bis 1569 an Wertheim verpfändet und blieb dann bis zum Ende des HRR im Besitz Würzburgs.
1504 übertrug das Kloster Triefenstein die Vogtei über die Orte Rettersheim, Unterwittbach und Wiebelbach an Würzburg, das diese Orte dem Amt Homburg am Main zuordnete. 1623 gab Würzburg diese Orte zurück.
1686/87 wurde im Rahmen einer Verwaltungsvereinfachung die Verwaltung des Amtes Remlingen dem Amtmann des Amtes Homburg am Main übertragen. Das Erbhuldigungsbuch von 1748 führt das Amt Remlingen noch auf, danach wird es in den Statistiken nicht mehr gesondert erwähnt. Das Gleiche gilt auch für das Amt Neubrunn sowie das Reinstein'sche Hofgut.
Die Statistik des Hochstiftes Würzburg von 1699 nennt 816 Untertanen in 1 Stadt und 11 Dörfern. Als jährliche Einnahmen des Hochstiftes aus dem Amt wurden abgeführt: Schatzung: 137 Reichstaler, 9 Batzen, Akzise und Ungeld: 617 fl und Rauchpfund: 710 Pfund.
Nach dem Übergang an Kurpfalz-Bayern 1802 wurde das Amt aufgelöst und die Orte überwiegend dem Landgericht Homburg zugeordnet.

## Umfang
Am Ende des HRR umfasste das Amt Homburg am Main, Böttigheim, Erlenbach, den Markt Heidenfeld, Holzkirchen, Holzkirchhausen, Lengfurt, Neubrunn, Tiefenthal, Trennfeld und Wüstenzell.

## Cent
Die Cent Remlingen wurde weiter in Remlingen gehalten. Homburg am Main hatte sein eigenes Centgericht. An das Halsgericht erinnern die Flurstücke "an der Mahlen" etwa 800 Meter südlich der Kirche und "Mahlenweg", der von Homburg aus dorthin führt.

## Gebäude
Ursprünglich war die Burg Hohenberg Sitz des Amtmanns. 1686–1831 diente das Schloss Homburg als Würzburgisches Rentamt. Daneben verfügte Würzburg seit 1614 über eine Zehntscheune (heutige Adresse: Burkardusplatz 6). Beide Gebäude stehen als Baudenkmal unter Denkmalschutz.

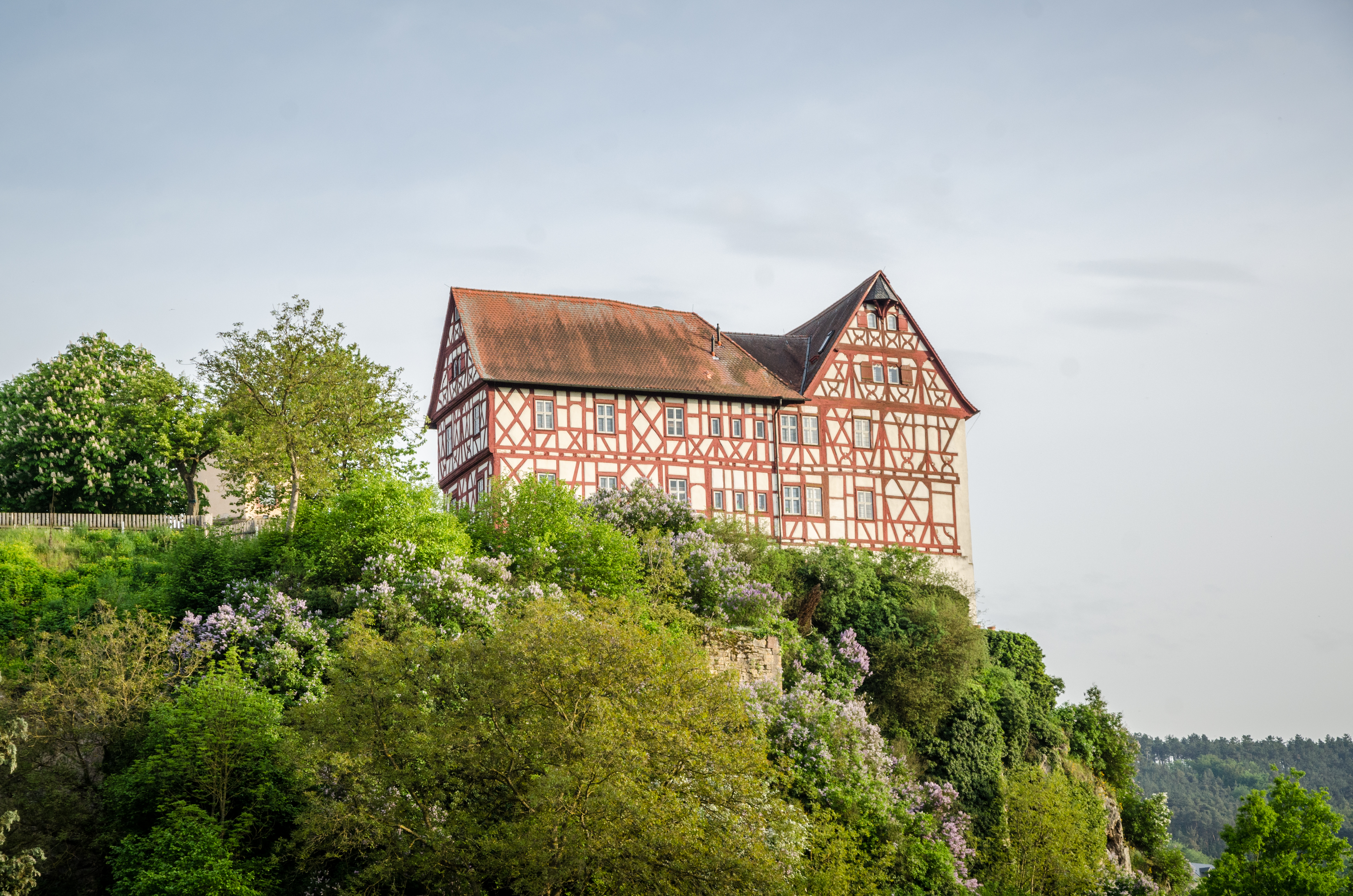
Schloss Homberg
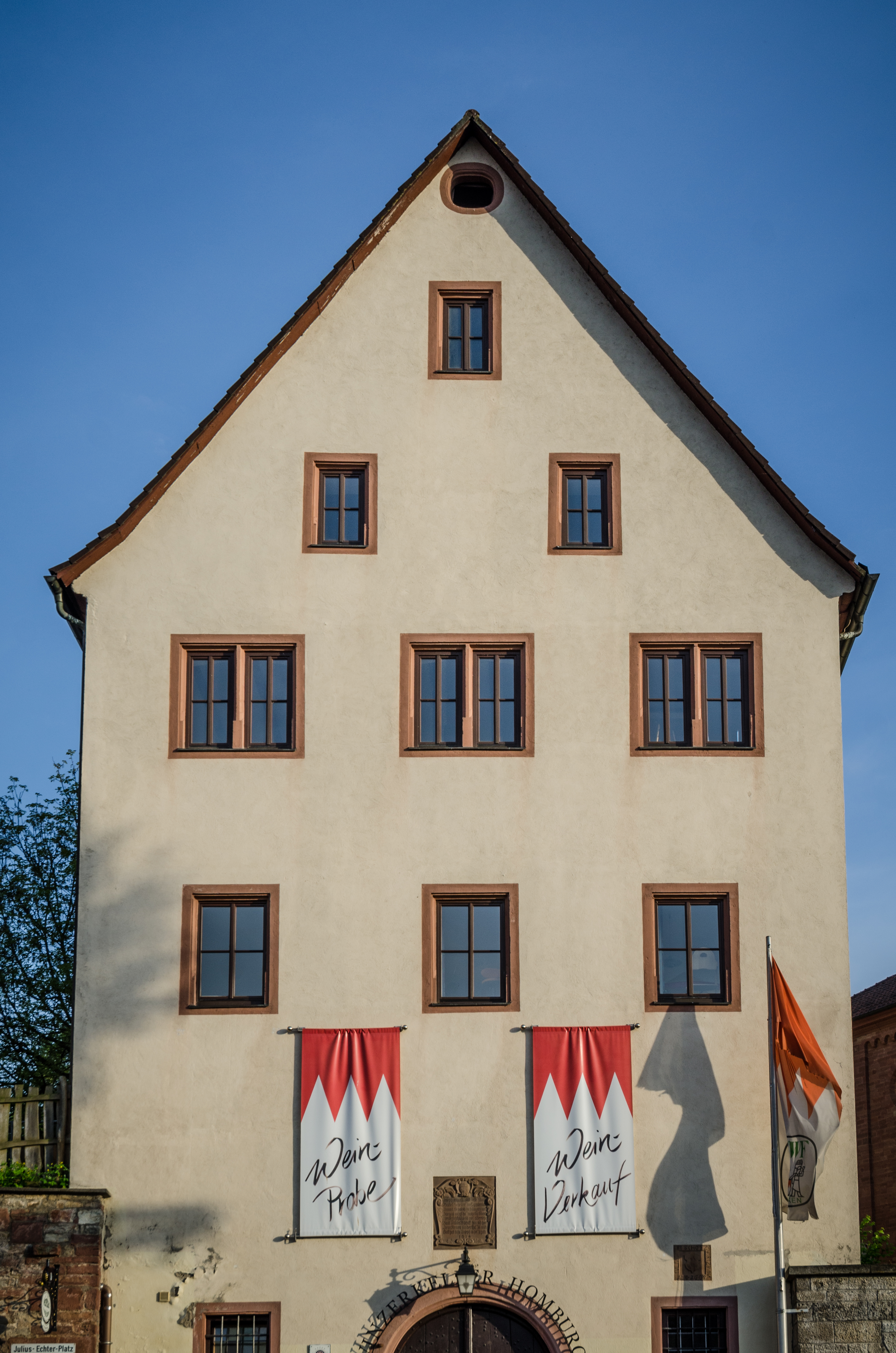
Zehntscheune